# ジョージ・タウン空港 (タスマニア州)
ジョージ・タウン空港（英語: George Town Airport）は、タスマニア州ジョージ・タウンに位置する空港。
舗装された滑走路1本、草地の滑走路3本が設けられているが、ゼネラル・アビエーションが利用する空港としてはタスマニア北部でも数少ない舗装された滑走路を有する空港となっている。空港からジョージ・タウンは南西方向に3km、ジョージ・タウンの中心地からは北へ2kmに位置する。運営はジョージ・タウン空港協会によって行われるが、土地自体は自治体所有部分と協会所有部分に分かれている。

## 歴史
1968年より建設が開始され、1973年に開港した。開港当時の滑走路は全長700m、幅100mであった。
1998年、滑走路の舗装費用捻出のため空港協会がジョージ・タウンに一部敷地を売却、売却した部分を借りる形式となった。